# Mathias Herweg
Mathias Herweg (* 13. Juli 1971 in Miltenberg) ist ein deutscher Germanist und Hochschullehrer.

## Leben
Von 1991 bis 1997 studierte er Germanistik, Geschichte und Sozialkunde an der Julius-Maximilians-Universität Würzburg. Nach seiner Promotion 2001 war er von 2002 bis 2007 wissenschaftlicher Assistent am Institut für deutsche Philologie in Würzburg. Nach der Habilitation 2007 übernahm er eine Vertretungsprofessur für Mediävistik an der Universität Karlsruhe und war 2009/2010 als Juniordozent für Ältere deutsche Sprache und Literatur an der Universität Heidelberg tätig. Seit 2010 ist er Professor (W3) für Germanistische Mediävistik und Frühneuzeitforschung am Karlsruher Institut für Technologie.

## Forschung und Lehre
Die Forschungsgebiete von Mathias Herweg sind Medienwissenschaft, Medientheorie, Mediengeschichte, Historische Kulturwissenschaft, Frühmittelalter, Hochmittelalter, Spätmittelalter, Frühe Neuzeit sowie Gattungsgeschichte und Gattungstheorie.

## Schriften (Auswahl)
- Ludwigslied, De Heinrico, Annolied: Die deutschen Zeitdichtungen des frühen Mittelalters im Spiegel ihrer wissenschaftlichen Rezeption und Erforschung. Reichert, Wiesbaden 2002, ISBN 3-89500-268-2.[3]
- Wege zur Verbindlichkeit. Studien zum deutschen Roman um 1300. Reichert, Wiesbaden 2010, ISBN 978-3-89500-725-5.
- Die Kaiserchronik. Eine Auswahl. Mhd./nhd. Übersetzt, kommentiert und mit Nachwort versehen. Reclam, Stuttgart 2014, ISBN 978-3-15-019270-2.
- Ulrich von Etzenbach (Autor), Mathias Herweg (Herausgeber, Übersetzer): Ulrich von Etzenbach, Wilhalm von Wenden. De Gruyter, Berlin 2017.
- Herzog Ernst [und Herzog Adelger]. In der Fassung B, mit den Fragmenten der Fassungen A, B und Kl nach der Leiths. Herausgegeben, übersetzt und kommentiert. Stuttgart 2019.